# Supervalorização da igualdade

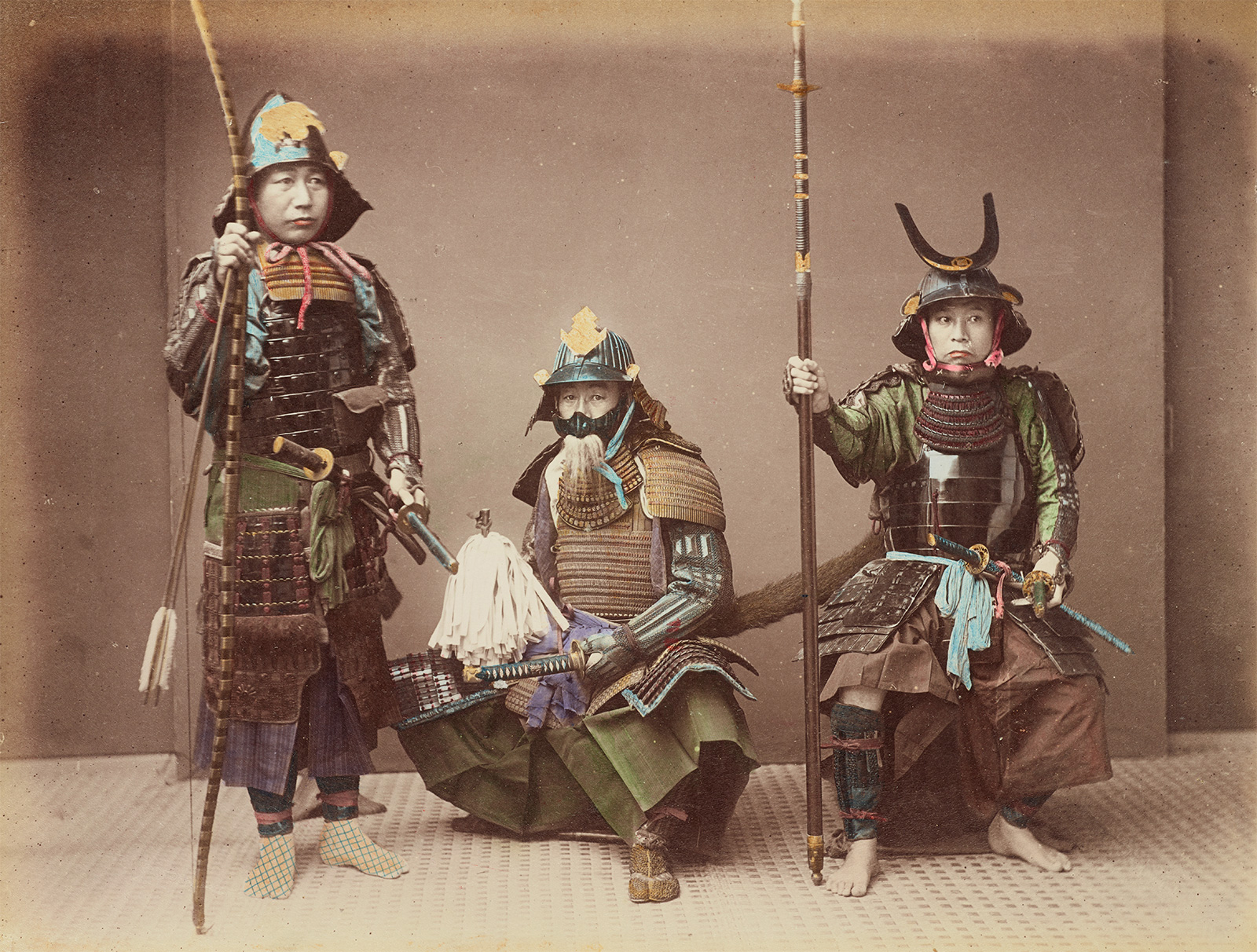
Samurai em suas armaduras, por Kusakabe Kimbei. Para Nietzsche, a sociedade estaria cindida entre uma ética de dominantes e de dominados - os Dominantes (Senhores ou Nobres) teriam uma cultura própria de valentia, destemor e coragem, tal como se verifica no Bushido, no Japão Feudal.

A questão da supervalorização da igualdade refere-se a análise de Nietzsche sobre a democracia e seus elementos. Para ele, teria a relação entre a influência do Cristianismo e o sistema político democrático, no qual, o Cristianismo seria uma revolta de tudo que é baixo contra as coisas altas “uma revolta de tudo que rasteja no chão contra o que tem altura: o evangelho “das profundezas tudo rebaixa”.
Remete, ademais, a questão da Moralidade do Senhor e do Escravo. O argumento de Nietzsche contra o Cristianismo era que ele mantinha as pessoas para baixo; que isso os sufocou com moralidade e auto aversão. Seu ser humano ideal é aquele que é livre para se expressar como um grande artista ou um guerreiro viking. A moralidade é para os pequenos. É a maneira como os fracos manipulam os fortes. As pessoas que Nietzsche mais admirava e aspirava ser eram aquelas que foram capazes de se reinventar por meio de algum tremendo ato de vontade.
O filósofo partilha da valorização igualdade e desse valor presente na cultura grega clássica e em sua política. Na modernidade, Nietzsche declara que as representações do mundo e da vida não são de grandes poetas e nem de grandes homens, mas de sujeitos dotado de uma moralidade de escravos, cujo eterno destino seria infeliz. A doutrina da igualdade, seria, assim, algo que vem de baixo, de serem inferiores e não Senhores (Aristocratas).
Boa parte das teorias políticas da modernidade e suas ideologias (socialismo, liberalismo) tem por origem o pensamento cristão que prega a igualdade entre os homens. O fundamento da igualdade no Cristianismo é a perante Deus, enquanto na Atualidade, a figura de Deus é substituída pelo Estado. Nesse sentido, a modernidade trataria em si o estado de escravidão para todos os homens - o sentimento do escravo em relação ao senhor é a inveja, e essa inveja leva à vingança e à revolução. Em suma, o problema não residiria na necessidade de uma igualdade política, mas, na supervalorização da igualdade, numa necessidade "escatológica" e "patológica" de tornar todos iguais, mediante um nivelamento por baixo. A igualdade extrema inibiria, assim, o surgimento de indivíduos autonômos e corajosos, dotados de uma ética dominante.